# Municipio de Harmony (condado de Forest)
El municipio de Harmony (en inglés: Harmony Township) es un municipio ubicado en el condado de Forest en el estado estadounidense de Pensilvania. En el año 2000 tenía una población de 511 habitantes y una densidad poblacional de 5.8 personas por km².

## Geografía
El municipio de Harmony se encuentra ubicado en las coordenadas 41°35′00″N 79°30′59″O / 41.58333, -79.51639.

## Demografía
Según la Oficina del Censo en 2000 los ingresos medios por hogar en la localidad eran de $24,861 y los ingresos medios por familia eran de $28,500. Los hombres tenían unos ingresos medios de $23,036 frente a los $19,231 para las mujeres. La renta per cápita de la localidad era de $11,831. Alrededor del 17,8% de la población estaba por debajo del umbral de pobreza.